# Жуки (Кобелякский район)
Жуки (укр. Жуки) — село,
Жуковский сельский совет,
Кобелякский район,
Полтавская область,
Украина.
Код КОАТУУ — 5321882001. Население по переписи 2001 года составляло 506 человек.
Является административным центром Жуковского сельского совета, в который, кроме того, входят сёла
Мирное и Рубаны.

## Географическое положение
Село Жуки находится на правом берегу реки Ворскла,
выше по течению на расстоянии в 2,5 км расположено село Забродки (Новосанжарский район),
ниже по течению на расстоянии в 0,5 км расположен пгт Белики.
По селу протекает пересыхающий ручей с запрудой.

## История
В 1941 году называлось Копильцы
Имеется на карте 1869 года как Жуки (Конельцы)

## Экономика
- Сельхозпредприятие им. Мате Залки.

## Объекты социальной сферы
- Школа I ст.